# ラスト・ハネムーン
『ラスト・ハネムーン』（last honeymoon）は、2014年8月からフジテレビオンデマンドにて配信された鶴田真由・風間トオル主演の連続インターネットドラマである。後に2ndシーズンが制作された。

## 概要
当時としては珍しいマルチウィンドウ展開を行い、フジテレビだけでなく、YouTubeやGYAO!、iTunes、ニコニコ動画など、ありとあらゆる動画配信サイトでもドラマを無料配信した。不倫ブームに乗りながらも、ドロドロした内容ではなく、すっきりする内容であり、iTunesでトップにランクインするなど、徐々にインターネットで口コミが広がり、記録的なヒットとなる。その後、主演の鶴田は秘境ドキュメンタリー番組での活躍、風間は科捜研の女や苦労俳優として話題となり、続編への機運が高まり、2年後の2016年に「ラスト・ハネムーン2ndシーズン」が制作・配信された。

## あらすじ
ドラマは、シリアスで重い内容が進んでいくが、大きな前振りであり、最後は大どんでん返しとなる。

## ラスト・ハネムーン 2ndシーズン
1作目の久美子（鶴田）、康平（風間）、真里（鯉迫ちほ）のその後を描く。2ndシーズンの主な変更点として、製作総指揮はドラマ制作センター出身の清水一幸が企画兼任担当となり、主題歌もももちひろこ「好きだから言えない」となった。
基本的には、1作目の出演者、収録場所、制作陣を踏襲しているが、番組テイストがコメディドラマの色付けが濃くなった。協賛企業も1作目はパラダイス・インターナショナルのみだったが、化粧品会社のイオン化粧品、航空会社のピーチアビテーションも追加協賛され、インターネットドラマとしては異例の協賛メリットの高いドラマとなった。